# Aero L-39NG Skyfox
L'Aero L-39NG ("Next Generation") è un aereo da addestramento avanzato a turboventola, monomotore sviluppo dall'azienda Ceca Aero Vodochody. Il velivolo è una versione completamente riprogettata del precedente Aero L-39 Albatros.

## Storia del progetto
Se non diversamente indicato, i dati sono tratti da "Rid.it".
La Aero Vodochody presentò il progetto del nuovo L-39NG al Farnborough Airshow nel luglio del 2014.
La variante di quello che sarebbe diventato il nuovo L-39NG, vide la luce tra l'ottobre e il novembre del 2017,  quando la Aero Vodochody comunicò di aver concluso lo sviluppo della nuova versione dell'addestratore avanzato Albatros, denominata L-39CW. Principale elemento distintivo rispetto alle precedenti versioni del velivolo, fu la sostituzione del vecchio propulsore Ivchenko AI-25TL di origine sovietica, con il motore statunitense Williams International FJ-44-4M e nell’upgrade dell’intera suite avionica, che fu resa più consona all’addestramento di piloti destinati a pilotare caccia di 4ª e 5ª generazione. L'aereo completo, nello stesso periodo, sia i testa a terra, sia i test in volo (gli ultimi dei quali riguardarono la valutazione della capacità di resistenza alla pressione della fusoliera, in corrispondenza delle prese d’aria, in seguito all’installazione del nuovo motore) e,  conclusa l’ultima fase di certificazione che era prevista per la fine del 2017, questa variante sarebbe stata pronta per essere consegnata ai paesi che avessero voluto effettuare il retrofit sui propri L-39 di vecchia generazione. Con questa nuova variante, l’azienda puntava ad applicare il retrofit ai circa 600 esemplari in servizio in 40 forze aeree.
Il primo volo dell'L-39CW rimotorizzato con la turboventola FJ44, fu effettuato il 14 settembre 2015.
La L-39CW rappresentava l’ultima di una lunga serie di varianti sviluppate dell'aereo che, però, non doveva essere confusa con la citata L-39NG, ma rappresentare, sia un'alternativa a basso costo da applicare a velivoli già esistenti, sia come dimostratore di tecnologia per lo sviluppo del velivolo di nuova generazione.
Nel giugno del 2017, Aero Vodochody rivelò al pubblico i suoi piani per la costruzione di quattro esemplari di pre-produzione dell'L-39NG, che sarebbero stati utilizzati per test e dimostrazioni. Nel luglio successivo, fu avviata la produzione dei componenti per l'assemblaggio dei quattro esemplari, tre dei quali sarebbero stati utilizzati come prototipi, ed uno come esemplare di preserie.
Il primo esemplare di pre-serie del nuovo L-39NG fu lanciato il 12 ottobre 2018, mentre effettuò il primo volo (con numero di serie 7001) il 22 dicembre dello stesso anno. L'aereo decollò dall'aeroporto della Aero Vodochody, alle 10:38 con ai comandi i piloti collaudatori dell'azienda, David Jahoda e Vladimír Továrek, che lo portarono ad un'altitudine di 5.000 piedi, per riportarlo a terra 26 minuti più tardi.
Questa versione è offerta sul mercato sia come aggiornamento di aerei già esistenti con la designazione di L-39NG Stage 1, sia come velivolo di nuova produzione dotato del 50% di parti nuove, designata L-39NG Stage 2.
Il 24 aprile 2023, volò per la prima volta il primo esemplare di serie. Il velivolo, matricola provvisoria 0517 (c/n 167005 ), restò in volo per 40 minuti verificando funzionalità e comportamento in tutte le fasi di volo.
Il 16 ottobre 2024, sei anni dopo il suo lancio, L-39NG è stato ridenominato L-39NG Skyfox.

## Tecnica
La modifica che maggiormente risalta all'occhio di chi osserva questa nuova versione dell'aereo è l’adozione della nuova ala bagnata che ha consentito di rimuovere i serbatoi alle estremità alari conferendo al velivolo maggiore manovrabilità e minore drag aerodinamico a tutto vantaggio pure dell’autonomia. Tra le modifiche apportate vi sono un nuovo sistema di controllo del volo che deve ottimizzare le più avanzate caratteristiche aerodinamiche del velivolo, glass cockpit, cellula riprogettata con esteso ricorso a materiali compositi, l’adozione di un tettuccio a pezzo singolo, nuova disposizione delle due postazioni che offre una maggiore visibilità per i piloti e due seggiolini eiettabili Martin Backer Mk16.

### Motore
Il motore dell'L-39NG rappresenta una delle modifiche più importanti apportate ad esso; la turboventola  Williams RJ44-4M, che conferisce una spinta di 16,89 kN, risulta essere più potente, leggera ed efficiente rispetto alla turboventola AI-25TL installata sulle versioni precedenti.

## Versioni
- L-39CW: dimostratore di tecnologia dotato di nuovo motore Williams FJ44, proposto come aggiornamento a basso costo di esemplari già esistenti.
- L-39NG: versione riprogettata facendo largo uso di materiali compositi, dotata di nuovo motore Williams FJ44, nuovo tettuccio, nuovi seggiolini eiettabili, nuova avionica e di "ala bagnata", particolare che ha permesso di eliminare i serbatoi alle estremità alari.

## Utilizzatori
Rep. Ceca
- Vzdušné síly armády České republiky

4 L-39NG che saranno gestiti dalla società statale LOM Praha ordinati il 14 novembre 2022, che verranno utilizzati per l'addestramento dei piloti dell'Aeronautica ceca. Primi due esemplari consegnati rispettivamente il 24 gennaio ed il 28 gennaio 2025.
 Ghana
- Ghana Air Force

6 L-39NG ordinati il 17 dicembre 2021.
 Ungheria
- Magyar légierő

12 L-39NG ordinati il 21 aprile 2022, con consegne a partire dal 2024. Primi tre esemplari consegnati il 30 maggio 2025.
 Vietnam
- Không Quân Nhân Dân Việt Nam

12 L-39NG ordinati il 15 febbraio 2021, con inizio consegne previsto per il 2023-2024. Primi sei esemplari consegnati a fine agosto 2024. A marzo 2025, con la consegna del secondo lotto di sei esemplari, è stata completata la fornitura dei dodici aerei ordinati.